# Schatz von Béziers
Der Schatz von Béziers ist ein spätantiker Depotfund des 4. Jahrhunderts, der im Jahr 1983 in der Nähe von Béziers entdeckt wurde.
Gefunden wurden drei römische Servierplatten aus Silber. Das Mittelmedaillon einer der Platten zeigt eine tanzende unbekleidete männliche Gestalt an einem Altar, der Randfries unter anderem Tiere und Masken. Vergleichbare Darstellungen werden mit bacchischen Szenen in Verbindung gebracht. Diese Platte hat einen Durchmesser von 49 cm, der Silbergehalt liegt bei 93,5 %. Die zweite Platte hat einen Perlrand mit Vergoldungsresten sowie ein Mittelmedaillon mit einer sitzenden weiblichen Personifikation. Die Darstellung ist schlecht erhalten, insbesondere sind die Attribute der Person nicht eindeutig bestimmbar. Dies erschwert eine Identifikation. Der Durchmesser dieser Platte beträgt 47 cm, der Silbergehalt liegt bei 92,3 %. Auf der dritten Platte ist das Mittelfeld mit einem Schafträger mit umgebenden Schafen und Vegetation verziert. Das Motiv des Guten Hirten hat eine lange nichtchristliche Tradition, so in der antiken Bukolik. Auf dem erhaltenen Bereich des Randfrieses dieser Platte finden sich Motive wie eine Villa, Masken und Tiere, aber keine christlichen Symbole. Der Durchmesser des dritten Exemplars beträgt 59,5 cm, der Silbergehalt liegt hier bei etwa 89 %.